# Croton chloroleucus
Espèce
Croton chloroleucus est une espèce de plantes à fleurs du genre Croton et de la famille des Euphorbiaceae, présente au Brésil (São Paulo).
Il a pour synonyme :
- Oxydectes chloroleuca, (Müll.Arg.) Kuntze